# Staropolski Okręg Przemysłowy
Staropolski Okręg Przemysłowy (dalla lingua polacca: Vecchia Regione Industriale Polacca) è una regione industriale della Polonia. È la più antica e la più estesa area tra le regioni industriali della Polonia. Si trova sulle alture di Kielce, nella parte sud-orientale della nazione.
Le principali città industriali sono: Kielce, Radom, Ostrowiec Świętokrzyski, Starachowice e Skarżysko-Kamienna.